# 何栢霆
何栢霆（Ronnie Ho），香港旅遊業議會前主席。 於1970年代入行，當旅行團領隊出身，主線歐洲及東歐等。 何栢霆少年時代，曾經到歐洲、法國學美術，因私人理由，中途返回香港工作，初期當商行的船務文職。
何栢霆是香港旅遊業議會的主席的同時，也是香港某旅遊業企業的老闆，他的旅遊業議會職責之一是監管香港旅遊業的不法行為，同時他的旅遊企業皇國之經營手法，影響香港經濟的興衰。 

## 外部連結
- 卸任旅議會主席何柏霆盼拓內地市場 文匯報